# Оливия Адамс
Адриана Ливия Оприш (на румънски: Adriana Livia Opriş), известна професионално като Оливия Адамс (на румънски: Olivia Addams), е румънска певица, автор на песни и музикален продуцент.

## Биография
Адриана Ливия Оприш е родена на 17 септември 1996 г. в Букурещ, Румъния, в семейство, в което майка ѝ е адвокат, а баща ѝ е счетоводител. На тригодишна възраст тя започва да пее в детския хор Алегрето от Букурещ. През следващите четиринадесет години тя обикаля света с детския хор и свири в много страни, включително Япония, Съединените щати, Китай, Сингапур, Мексико и в цяла Европа. Оливия учи една година в Германия, защото искаше да научи немски език, а след това се върна в Румъния и продължи факултета и магистърската си степен също по немски език.

### Музикална кариера
През 2018 г. Оливия Адамс се появява в сингъла на Pete Kingsman Love Poison. През 2019 г. певицата записва първия си самостоятелен сингъл, наречен „Sick Lullaby“. Песента беше широко излъчвана в Общност на независимите държави и стана хит в Украйна. Първият сингъл на Оливия Адамс през 2020 г. е „I'm Lost“ и последван от „Dumb“.
От 2021 г. тя е жури заедно с Speak и Marius Moga в „Hit Play“, първото музикално шоу, направено от Vodafone и излъчва се изключително в Интернет и има за цел да намери следващата музикална звезда в Румъния. 

## Дискография
| Година | Песни             |
| ------ | ----------------- |
| 2019   | Sick Lullaby      |
| 2020   | I'm Lost          |
| 2020   | Dumb              |
| 2020   | Fish In The Sea   |
| 2020   | Are We There?     |
| 2020   | Merry Tik Tok     |
| 2021   | Stranger          |
| 2021   | Heart Attack      |
| 2021   | Chameleon         |
| 2021   | Broken            |
| 2022   | Scrisori In Minor |
| 2022   | Never Say Never   |

## Награди
| Година | награда           | Категория                      | Работете | Резултат  | Ref.  |
| ------ | ----------------- | ------------------------------ | -------- | --------- | ----- |
| 2020 г | The Artist Awards | Най-добрият нов изпълнител     | самата   | Спечелени | [ 4 ] |
| 2020 г | The Artist Awards | Любим артист                   | самата   | Номиниран | [ 4 ] |
| 2021   | The Artist Awards | Най-добър предстоящ изпълнител | самата   | Номиниран | [ 5 ] |
| 2021   | The Artist Awards | Международен пробив            | самата   | Номиниран | [ 5 ] |
| 2021   | The Artist Awards | Най-добър изпълнител в TikTok  | самата   | Спечелени | [ 5 ] |